# 印度尼西亞國家檔案館

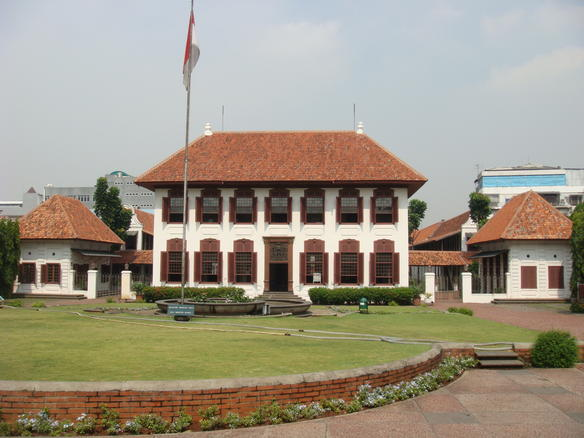
位於加查馬達街（Gajah Mada）、哈奄烏祿街（Hayam Wuruk）一帶的舊國家檔案館大樓

6°16′43″S 106°49′11″E / 6.278627999999999°S 106.819603°E
印度尼西亞國家檔案館（簡稱ANRI）是印度尼西亞一個非部門政府機構，也是印尼的國家檔案館。雖然檔案館的雛形在荷蘭殖民時期剛剛統治東印度群島的時候就已經出現，不過檔案館直至1860年才得到有序的管理，並於1945年荷蘭把東印度群島的主權移交給印尼的時候轉交給印尼政府。這座檔案館所收藏的荷兰东印度公司檔案在數量上位居世界之冠，還在2003年與荷兰、印度、南非和斯里蘭卡所收藏的同類檔案一同列入聯合國教科文組織的世界記憶名錄。

## 歷史
在荷蘭剛剛開始統治東印度群島的時候，檔案維護是殖民政府總秘書處的職責。當時殖民政府很少會關注檔案維護的事宜，所以已經儲存下來的檔案通常得不到適當的維護，遭到損毀或者被昆蟲蛀蝕的檔案數目也與日俱增。英國曾經在拿破崙戰爭期間，從1811年起取代荷蘭人，統治東印度群島，至1816年撤出；當時負責管理檔案的人員是巴達維亞藝術科學學會聘用的圖書管理員。檔案館在1819年2月歸由荷屬東印度政府總秘書處管理，直至1892年才脫離總秘書處。
荷蘭殖民政府在1860年委派雅各布·安尼·范德海斯（Jacob Anne van der Chijs）和亨利·大衛·萊菲松·諾爾曼（Henry David Levyssohn Norman）調查原有檔案館的狀況。檔案館在隨後幾十年間把15箱檔案資料運送到荷蘭國家檔案館；本來檔案館還打算把所有館藏運回荷蘭，卻被巴達維亞學會阻止，於是當局便在1872年成立一個委員會，決定哪些檔案資料有重要意義，可以轉交給巴達維亞學會。范德海斯又在1880年奉命編制檔案館的館藏目錄，並在兩年後完成任務。當時檔案館共有18,387件館藏，標註館藏的工作也在同時展開。
荷屬東印度政府在1892年1月頒布命令，委任范德海斯為檔案管理專員。范德海斯認為他的職務在性質上只是暫時的，他的繼任人也沒有繼續收錄荷蘭東印度公司的檔案。檔案館在1925年遷入原荷屬東印度總督萊尼爾·德克勒克的別墅；在日本侵佔荷屬東印度期間，檔案館的館藏並沒有受到損壞。1949年荷蘭把東印度群島的主權移交給印尼之後，檔案館也交由印尼政府管理，並改組為國家檔案館。國家檔案館在1975年遷入位於雅加達南區的新大樓。

## 館藏
世界各國收藏的荷兰东印度公司檔案當中，以印尼的收藏最為豐富，這些檔案的記載從1612年開始，至1811年結束。印尼國家檔案館所收藏的荷蘭東印度公司檔案共有15000份（佔全球所有荷蘭東印度公司檔案特藏的一半），需要用長達1.8公里的書架來儲存這些檔案。印尼、荷兰、印度、南非和斯里蘭卡在2003年共同申請將荷蘭東印度公司的檔案列入世界記憶名錄，並獲得聯合國教科文組織的批准。

## 腳註
1. ↑  Balk, van Dijk & Kortlang 2007，第141頁.
2. ↑  Balk, van Dijk & Kortlang 2007，第142頁.
3. ↑  Balk, van Dijk & Kortlang 2007，第143頁.
4. ↑  Balk, van Dijk & Kortlang 2007，第8頁.
5. ↑  van Boven 2002，第2頁.
6. ↑  van Boven 2002，第18頁.
7. ↑  UNESCO, Archives of the.

## 外部連結
- 印度尼西亞國家檔案館  （印尼文）